# شهرداری ساگارجو

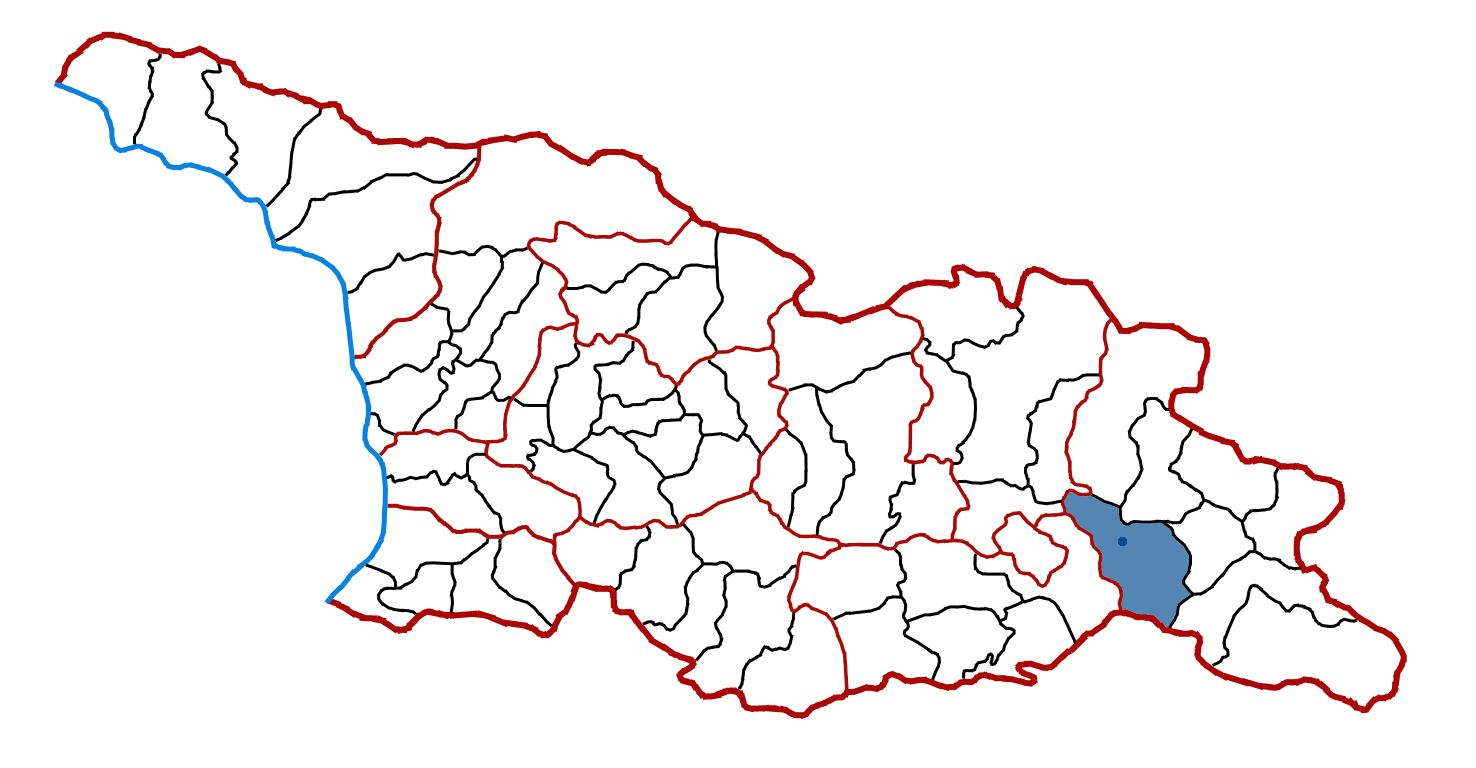
شهرداری ساگارجو

پرچم شهرداری ساگارجو

ساگارجو (به گرجی: საგარეჯოს მუნიციპალიტეტი) یکی از شهرداری‌های گرجستان در استان کاختی است. مرکز اداری آن ساگارجو است. این شهرداری در سال ۲۰۱۴ میلادی ۵۱۷۶۱ نفر جمعیت داشته است.